# یوواریوپسیس دیکاپریو
یوواریوپسیس دیکاپریو یک گونه در معرض خطر انقراض از درختان همیشه سبز گرمسیری از جنس یوواریوپسیس است که فقط در جنگل ابو در کامرون یافت می‌شود. این گیاه در سال ۲۰۲۲ توصیف شده و توسط گیاه شناسان باغ گیاه‌شناسی سلطنتی، کیو به نام لئوناردو دی‌کاپریو نامگذاری شد. دیکاپریو یک درخت کوچک حاره ای با گل‌های براق زرد است که از تنه در می‌آید.